# Hrbovice
Hrbovice (deutsch Herbitz) ist ein Ortsteil der Stadt Chlumec in Tschechien.

## Lage
Die Ortslage befindet sich südöstlich von Chabařovice am Fuße des Běhání (Bihanaberg). 

## Geschichte
Erstmals wurde Herbitz 1169 in einem Vertrag des Königs Vladislav II. genannt, der dieses mit anderen Dörfern dem Johanniterorden schenkte. In der zweiten Hälfte des 14. Jahrhunderts gehörte das Dorf zu Graupen. 1393 ging es in die Hände des Heinrich von Milina und 1490 als Gut des Geschlechts Heralt von Kunstadt, die auf der Festung, die sich am Zusammenfluss des Podhořský potok und Telnický potok befand. 
Südlich des Ortes, auf der Anhöhe Na Běhání siegten am 16. Juni 1426 Hussiten unter Führung von Andreas Prokop gegen die kaiserlichen Armeen aus Sachsen, Thüringen und Meißen. 
Die Festung wurde 1419 gebaut, in den Jahren 1504 bis 1512 von Kölbel von Geising als Schloss ausgebaut, dass vermutlich bis 1661 bewohnt war. In der zweiten Hälfte des 17. Jahrhunderts wurde das Schloss verlassen und verfiel, die Steine wurden als Baumaterial verwendet.
Otto Kölbel kaufte noch Strisowitz  hinzu. Seine Nachkommen waren unter anderem Peter, Adam und Ladislaus Kölbel, Ludwig Kölbel von Geising und Adam Kölbel. Nach dessen Tod 1591 wurden seine Söhne aus der Lehnschaft entlassen. Es folgte Johann Hermann Kölbel und Bernhard Kölbel, der 1623 zur Lehnschaft verpflichtet wurde. Nachdem er dem protestantischen Glauben nicht entsagen wollte, zog er 1623 nach Meißen. Er verkaufte Herbitz an Peter Heinrich von Strahlendorf, der es seiner Herrschaft Kulm anschloss. Letzter Eigentümer des Dorfes war 1848 Joseph Clemens Graf von Westphalen-Fürstenberg. Ab Mitte des 19. Jahrhunderts war Herbitz eine Gemeinde im Gerichtsbezirk Karbitz bzw. im Bezirk Außig.
Das Dorf hatte eine eigene Schule und eine Lehrwerkstatt für Bäcker. Im Dorf befanden sich die Kapelle des Heiligsten Herzen Jesu aus der ersten Hälfte des 19. Jahrhunderts, die Heilig-Kreuz-Kapelle aus dem 18. Jahrhundert und nördlich des Dorfes die zum Kataster von Český Újezd gehörige St.-Lorenz-Kirche aus dem 14. Jahrhundert. 
Die 68 Häuser, in denen die 373 Menschen wohnten, wurde 1988/1989 wegen des fortschreitenden Kohleabbaus abgerissen und an der Stelle des Dorfes eine Abraumhalde errichtet.

## Entwicklung der Einwohnerzahl
| Jahr | Einwohnerzahl |
| ---- | ------------- |
| 1869 | 186           |
| 1880 | 280           |
| 1890 | 282           |
| 1900 | 292           |
| 1910 | 410           |

| Jahr | Einwohnerzahl |
| ---- | ------------- |
| 1921 | 572           |
| 1930 | 617           |
| 1950 | 418           |
| 1961 | 390           |
| 1970 | 373           |

| Jahr | Einwohnerzahl |
| ---- | ------------- |
| 1980 | 356           |
| 1991 | 0             |
| 2001 | 0             |
| 2011 | 97            |